# Стерилизација (медицина)
Стерилизација је, у склопу популационе политике, или из оправданих медицинских разлога, онеспособљавање особа да могу имати активну репродуктивну моћ. Као медицински и социјално неоправдани поступак често је злоупотребљавана у расне и политичке сврхе.

## Физичке методе[2]
1. Суве
2. Влажне

### Антисепса
Антисепса је поступак уништавања проузроковача инфекције у ткивима организама или са инструмената и апарата који су загађени микроорганизмима.
У поступку антисепсе се користе разне супстанције хемијског или биолошког порекла.

#### Хемијске методе
1. формалинске таблете
2. антисептичке средства